# Chitona baulnyi
Chitona baulnyi là một loài bọ cánh cứng trong họ Oedemeridae. Loài này được Fairmaire miêu tả khoa học năm 1864.